# 第15回日本レコード大賞
第15回日本レコード大賞（だい15かいにほんレコードたいしょう）は、1973年（昭和48年）12月31日に帝国劇場で行われた、15回目の『日本レコード大賞』である。

## 概要
第15回の大賞は、五木ひろしの「夜空」に決定した。五木は初の受賞であった。この年は五木の「ふるさと」が大ヒットし日本歌謡大賞や第24回NHK紅白歌合戦ではこちらの方を歌ったが、五木によると歌謡大賞を沢田研二の「危険なふたり」が取ったので、レコード会社が急きょレコ大に向けて勝負曲を「夜空」に切り替えたとコメントしている。また「みんなジュリーが歌謡大賞に続いて大賞を取ると思っていたら、レコ大が大衆賞なるものを作って彼に与えたんです。それで僕に大賞が回ってきたんでしょうね。（中略）あれもこれもびっくりしたレコ大でしたね。結局はジュリーに大衆賞が行ったお陰だと思います」とも術解している。大賞を受賞した五木にはトヨタ自動車からセリカ1600LBが副賞として贈呈された。
この年は月曜日の開催・放送で、通常の番組スポンサーがスライドしたため、19時台前半は、YKKが、19時台後半はブラザー工業グループが、20時台は松下グループ（松下電器・松下電工）が、それぞれ単独で提供していた。
視聴率は2.4P下落の44.1%。
今回は沢田雅美に代わって、TBSテレビ番組『ロッテ 歌のアルバム』司会の玉置宏が補佐役となったが、当番組での玉置の司会は最初で最後。

## 司会
- 高橋圭三 - 5度目の司会。
- 森光子 - 2度目の司会。
- 玉置宏

### リポーター
- 小川哲哉 - 3度目の担当。

## 受賞作品・受賞者一覧

### 日本レコード大賞
- 「夜空」
  - 歌手:五木ひろし
  - 作詞:山口洋子
  - 作曲:平尾昌晃
  - 編曲:竜崎孝路

### 最優秀歌唱賞
- 「恋文」
  - 歌手:由紀さおり

### 最優秀新人賞
- 桜田淳子（曲:「わたしの青い鳥」）

### 歌唱賞
- 「ちぎれた愛」
  - 歌手:西城秀樹[注釈 1]
- 「なみだ恋」
  - 歌手:八代亜紀
- 「白いギター」
  - 歌手:チェリッシュ

### 大衆賞
- 「わたしの彼は左きき」
  - 歌手:麻丘めぐみ（前年の最優秀新人賞受賞者。最優秀新人賞を受賞した桜田淳子に花束を贈呈）
- 「ロマンス」
  - 歌手:ガロ
- 「危険なふたり」
  - 歌手:沢田研二

### 新人賞
- 浅田美代子（曲:「赤い風船」）
- 安西マリア（曲:「涙の太陽」）
- あべ静江（曲:「コーヒーショップで」）
- アグネス・チャン（曲:「草原の輝き」）

### 作曲賞
- 「そして、神戸」（歌:内山田洋とクール・ファイブ）/「街の灯り」（歌・堺正章）
  - 作曲:浜圭介

### 編曲賞
- 「若葉のささやき」（歌:天地真理）
  - 編曲:竜崎孝路

### 作詩賞
- 「ジョニィへの伝言」（歌:ペドロ&カプリシャス）/「じんじんさせて」（歌:山本リンダ）
  - 作詩:阿久悠 - 大賞と合わせると3年ぶり2度目。

### 特別賞
- 丸山鉄雄と日本コロムビア(株)
- キングレコード(株)
- 日本コロムビア(株) - 3年ぶり2度目。※ぴんから兄弟が代表して「女のねがい」を歌唱披露した。
- 藤田まさと
- 渡辺はま子

### 企画賞
- 「他人の関係」
  - 歌手:金井克子
  - (株)CBS・ソニー
- 「春日八郎演歌100選」
  - 歌手:春日八郎
  - キングレコード(株) - 2年連続4度目。

### 童謡賞
- 「ママと僕の四季」（歌:大慶太）

### 日本レコード大賞制定15周年記念賞
- 青江三奈
- 北島三郎
- ザ・ピーナッツ
- 西郷輝彦
- 佐良直美
- 水前寺清子
- 橋幸夫
- フランク永井
- 美空ひばり
- 水原弘
- 都はるみ
- 森進一

## 観覧に訪れた著名人
最優秀歌唱賞受賞の由紀さおりに花束を贈呈
- 和田アキ子（前年の最優秀歌唱賞受賞者）

以下は大賞受賞者の五木ひろしに花束を贈呈
- 堀内恒夫（読売ジャイアンツ投手。この年の日本シリーズでV9を達成し、シリーズMVP）
- 田淵幸一（阪神タイガース捕手。4番打者として活躍し、この年対巨人戦7打数連続を含む37本塁打を記録。巨人との優勝争いをシーズン最終戦まで繰り広げた）
- 沢村忠（キックボクサー。因みに彼が出場している『YKKアワー キックボクシング中継』は当番組のため休止）
- 輪島大士（第54代横綱）
- 琴櫻傑將（第53代横綱）-前年に続いて大賞受賞者に花束贈呈。

## テレビ中継スタッフ
- 主催：社団法人 日本作曲家協会、日本レコード大賞制定委員会、日本レコード大賞実行委員会
- 構成：松原史明、田村隆
- 音楽：服部克久
- 編曲；長洲忠彦
- 演奏：宮間利之とニューハード、高橋達也と東京ユニオン、新音楽協会
- コーラス：日本合唱協会、日唱エコー、T&Kシンガーズ、日本大学合唱団
- 指揮：長洲忠彦
- プロデューサー：野中杉二、砂田実、井田舒也、中村寿雄
- 技術：佐藤一郎
- TD：田中浩
- 映像：大野健三
- 音声；秋吉隆伸
- 照明：橋本英一
- カラー調整：坂本巌
- 音響：平田健吉
- 美術制作：和田一郎、仲井志汎、河瀬洋男
- 美術デザイン：三原康博、竹内誠二
- 会場担当：平沢真
- 制作担当：大友和夫、長橋良子、梅沢汎、斎藤正人、神保泰宏、吉岡英樹、吉田恭爾、杉山広司、平山賢一、滝本裕雄、島津剛史、山田修爾、深尾隆一、五十嵐衛、田代誠
- 中継担当：小松敬
- 演出：西内綱一
- 制作著作：TBS[注釈 3]